# يويا أوكي
يويا أوكي (باليابانية: 沖 悠哉) (مواليد 22 أغسطس 1999) هو لاعب كرة قدم ياباني.

## وصلات خارجية
- يويا أوكي على موقع رابطة كرة القدم اليابانية للمحترفين (اليابانية)
- يويا أوكي على موقع إي إس بي إن إف سي (الإنجليزية)
- يويا أوكي على موقع قاعدة بيانات كرة القدم.إي يو (الإنجليزية)
- يويا أوكي على موقع Soccerbase.com (لاعب) (الإنجليزية)
- يويا أوكي على موقع Soccerway.com (الإنجليزية)
- يويا أوكي على موقع عالم كرة القدم.نت (الإنجليزية)